# Antoni Szulczyński
Antoni Szulczyński (ur. 6 maja 1877 w Wilczogórze, zm. 11 grudnia 1922 w Wilczynie) – polski malarz, autor polichromii, portretów i pejzaży.

## Życiorys[2]
Urodził się jako syn młynarza – właściciela wiatraka i sporego areału ziemi. Studiował na krakowskiej Akademii Sztuk Pięknych, którą ukończył w 1901, a naukę kontynuował, podróżując po Europie. Swój warsztat doskonalił na uczelniach w Wiedniu, Rzymie, Monachium i Wilnie. 
W wieku 22 lat, jako początkujący student, rozpoczął pracę nad polichromiami w kościele św. Katarzyny w Miedźnie, które ukończył po studiach w 1907. W swoim dorobku artysta ma również polichromie i obrazy w kościołach:Kościół św. Andrzeja Apostoła w Złoczewie, Matki Bożej Bolesnej w Skulsku, św. Stanisława Biskupa w Kramsku, św. Urszuli w Wilczynie, Wniebowzięcia NMP w Łubnicach oraz w Broniszewie i Złotkowie. W Złoczewie (pow. sieradzki) w farze p.w. św. Andrzeja Apostoła czczony jest obraz Matki Bożej Szkaplerznej autorstwa A. Szulczewskiego. Był też cenionym portrecistą i autorem pejzaży, które zdobiły i zdobią ściany wielu domów. 
Tworzył nawet w cieniu osobistej tragedii, która go dotknęła. W późniejszym okresie życia poruszał się na wózku inwalidzkim, ponieważ w wyniku nie do końca jasnego splotu zdarzeń utracił władzę w nogach. We wspomnieniach przewija się informacja, że od pewnego momentu swojego życia był słabego zdrowia. Inni twierdzą, że paraliż nóg był wynikiem skoku do jeziora, jeszcze inni, że powikłań poodmrożeniowych.
Zmarł w nocy z 10 na 11 grudnia 1922 w swoim domu w Wilczynie. Wczesna śmierć powiązana była z jego chorobą oraz paraliżem.

## Galeria dzieł

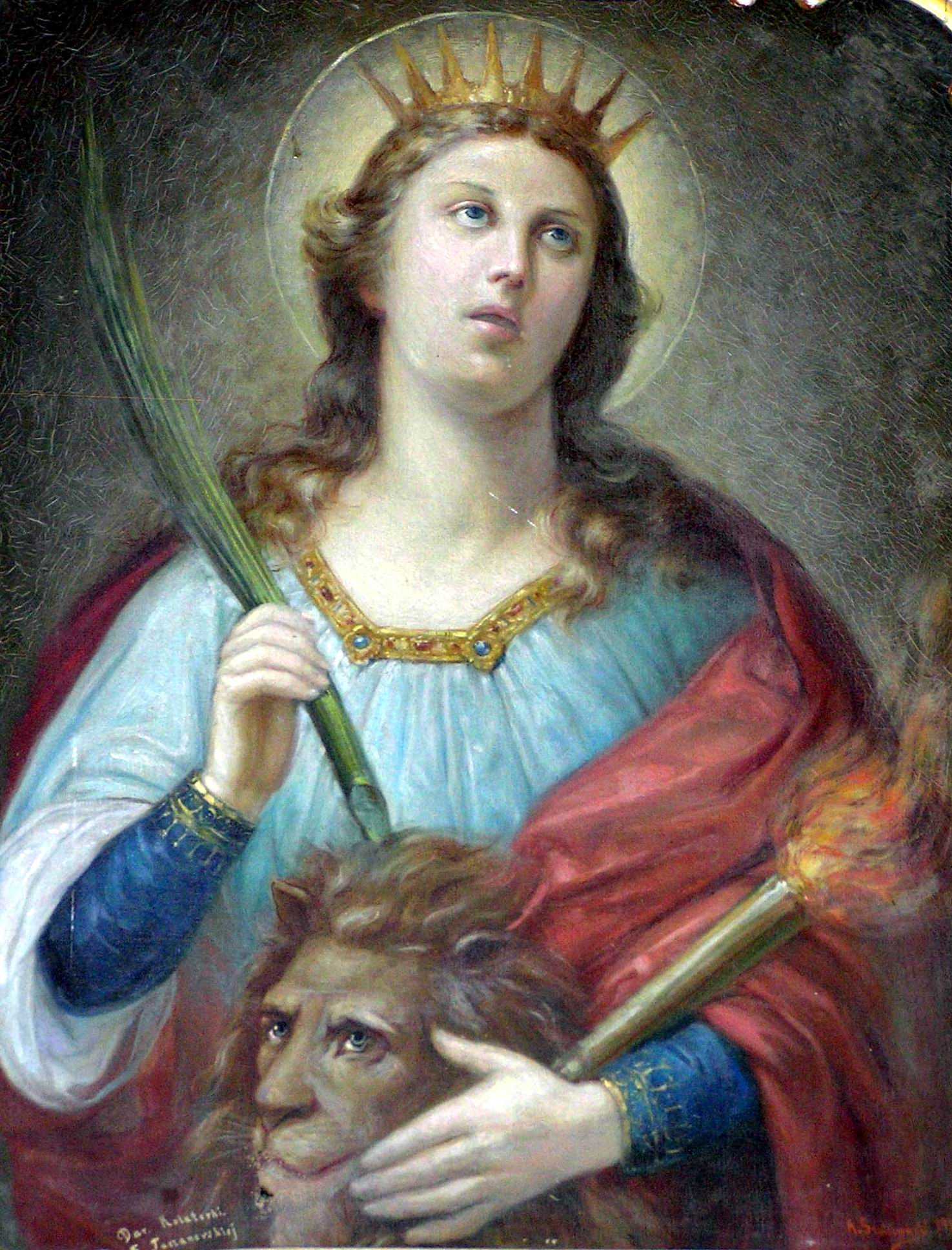
Obraz św. Tekli w kościele pod jej wezwaniem w Wilczynie
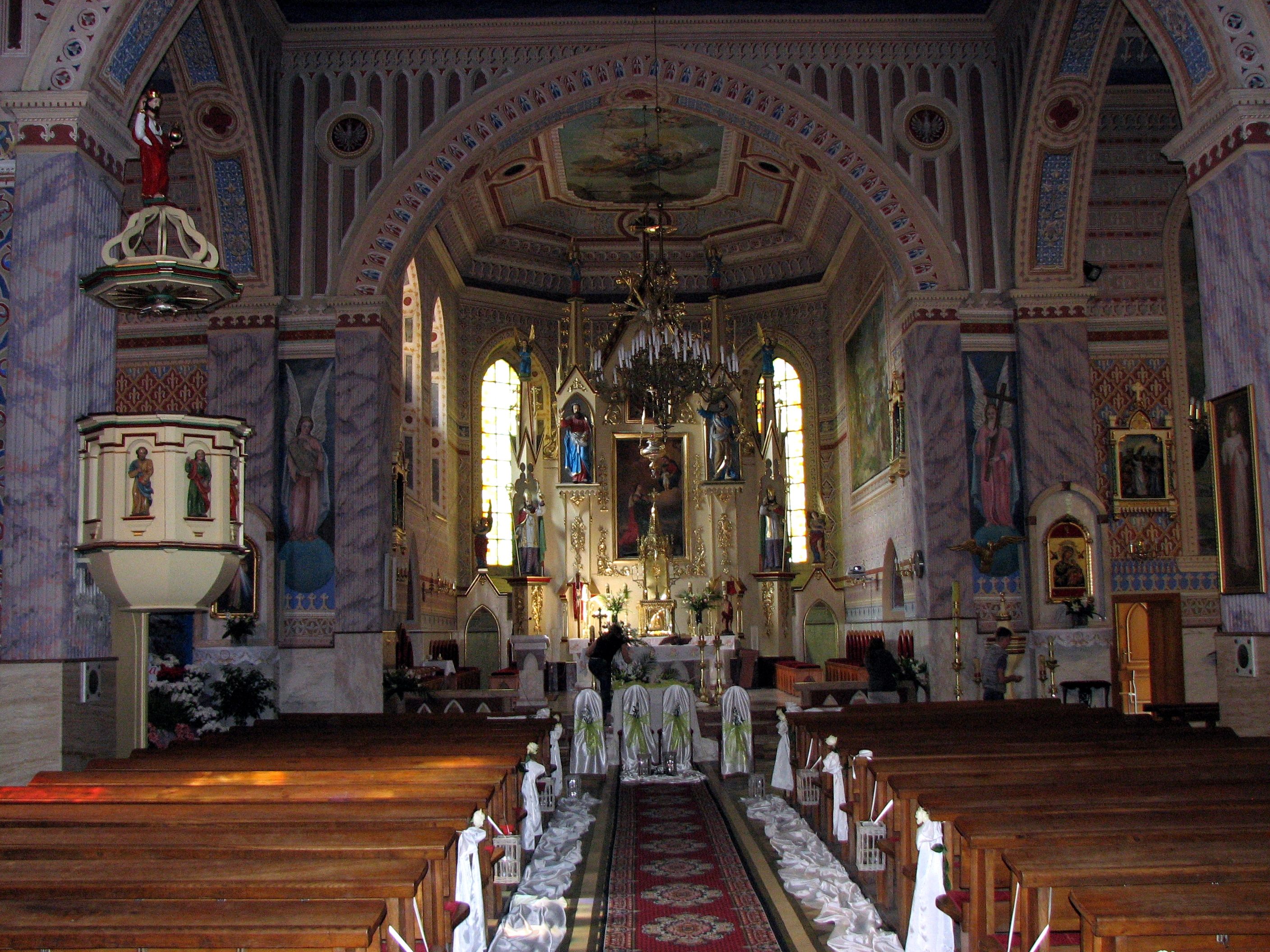
Polichromia w kościele w Miedźnie
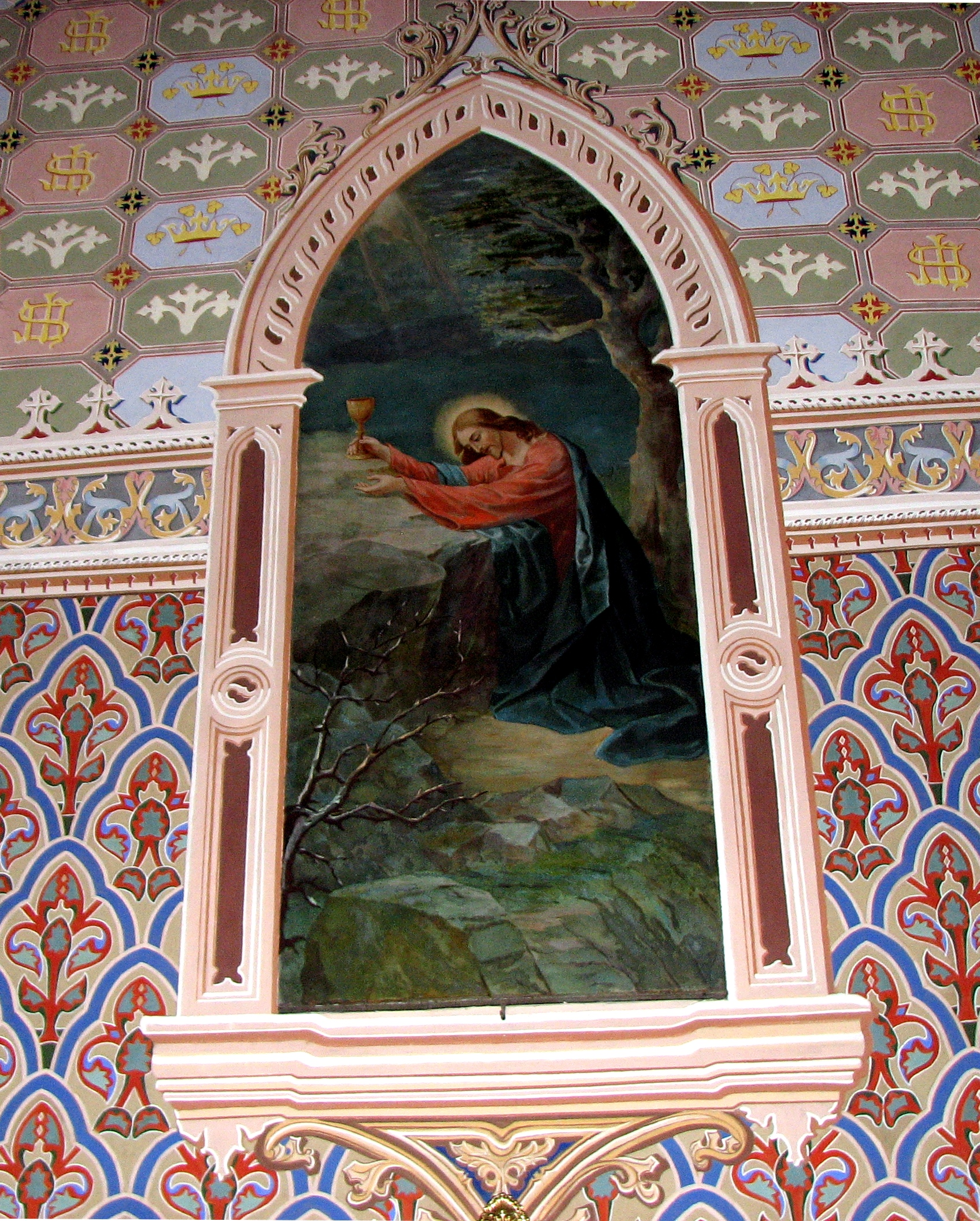
Jeden z fresków w kościele w Miedźnie

## Upamiętnienie
- w 2017 powstał film dokumentalny o artyście Antoni Szulczyński. Malarz od urodzenia[3]
- Antoni Szulczyński jest patronem Gminnego Ośrodka Kultury w Wilczynie